# Antichrist (Akercocke-Album)
Antichrist ist das fünfte Studioalbum der britischen Metal-Band Akercocke. Es ist stilistisch zum Großteil dem Death und Black Metal zuzuordnen, und wurde am 28. Mai 2007 von dem Plattenlabel Earache Records veröffentlicht. Produziert und aufgenommen wurde es von den Bandmitgliedern Jason Mendonca und Matt Wilcock in London, die Abmischung wurde von Karlos Bareham unter Assistenz von Adrian Breakspear vorgenommen. Die Musik auf dem Album wurde zum Großteil von Schlagzeuger David Gray geschrieben, lediglich The Dark Inside entstand in Zusammenarbeit mit Jason Mendonca und das abschließende Akustikstück Epode stammt von Peter Benjamin. Benjamin hatte kurz vor den Albumaufnahmen den bisherigen Bassisten Peter Theobalds ersetzt.
Das nachgesprochene Zitat „I believe that when I die, I shall rot, and nothing of my ego shall survive.“ aus dem Lied Axiom stammt von dem britischen Philosophen und Mathematiker Bertrand Russell.

## Titelliste
1. Black Messiah – 0:53
2. Summon the Antichrist – 5:11
3. Axiom – 5:11
4. The Promise – 3:34
5. My Apterous Angel – 6:49
6. Distant Fires Reflect in the Eyes of Satan – 2:28
7. Man Without Faith Or Trust – 3:25
8. The Dark Inside – 6:40
9. Footsteps Resound in an Empty Chapel – 4:17
10. Epode – 2:36
11. Chapel of Ghouls – 5:08
12. Leprosy – 6:20

Die letzten beiden Stücke sind nur auf der auf 8000 Exemplare limitierten Sonderausgabe des Albums erhältlich. Diese sind Coverversionen der Death-Metal-Bands Morbid Angel und Death und stammen im Original von den Alben Altars of Madness beziehungsweise Leprosy.

## Stil
Im Vergleich zum Vorgängeralbum Words That Go Unspoken, Deeds That Go Undone verzichtete die Band auf überlange Lieder. Manche der Stücke enthalten neben dem sonst für die Band typischen gutturalen Gesang auch Klargesang. Zusätzlich verwendet die Band bei einigen Liedern ungewöhnliche Elemente aus elektronischer Musik, Industrial und akustischer Musik. Textlich konzentriert sich die Band auf Antichrist hauptsächlich auf Kritik an organisierter Religion.
Das Albumcover ist einfarbig dunkelgrün gehalten. Darauf befinden sich lediglich Bandname und Albumtitel in weißer Schrift, sowie mittig eine schwarz-weiße Collage bestehend aus Ausschnitten diverser Fotografien von Menschen, Tieren und Bäumen.

## Rezeption
Das Album wurde von Kritikern gut bis sehr gut aufgenommen. Eduardo Rivadavia vergab für Allmusic dreieinhalb von fünf möglichen Punkten und nannte die Musik „inspiriert und vielseitig“. Ähnlich fiel das Fazit von Volkmar Weber in der Zeitschrift Rock Hard aus, er nannte die Band „kontrastreich, provokant [und] stilvoll“ und konstatierte, die Band sei „visionär, aber dennoch extrem bis ins Mark“ und habe im Gegensatz zu Bands wie Ulver, Manes und Arcturus „den Metal noch lange nicht abgeschrieben“.